# Suite 2116
Albums de Les Colocs
Les années 1992–1995
(2000) Live 1993–1998
(2003)
Suite 2116 est le quatrième album du groupe québécois Les Colocs sorti en 2001, après la mort de Dédé Fortin en mai 2000.

## Contexte
Après la sortie de Dehors novembre en mai 1998, marqué notamment par la rencontre de Dédé Fortin avec les frères Diouf (qui ont entre autres signé le refrain en wolof de la chanson Tassez-vous de d'là), le groupe se dirige vers une musique world plus assumée. À ce moment, Fortin travaille en étroite collaboration avec les frères Diouf. La chanson Naala Yééssi est le résultat d'une des nombreuses sessions de jam entre Fortin et les frères Diouf, tout comme Rythmes Siko dans laquelle Fortin voulait mettre en avant les percussions. La chanson Pissiômoins est réenregistrée en ajoutant une longue section en wolof. Paysage, interprétée pour la première fois sur scène à l'été 1998, reprend un poème de Baudelaire sur du groove assumé. Bossa, composé avec André Vanderbiest à la basse, découle de l'intérêt de Fortin pour la bossanova à la suite d'un séjour au Brésil.

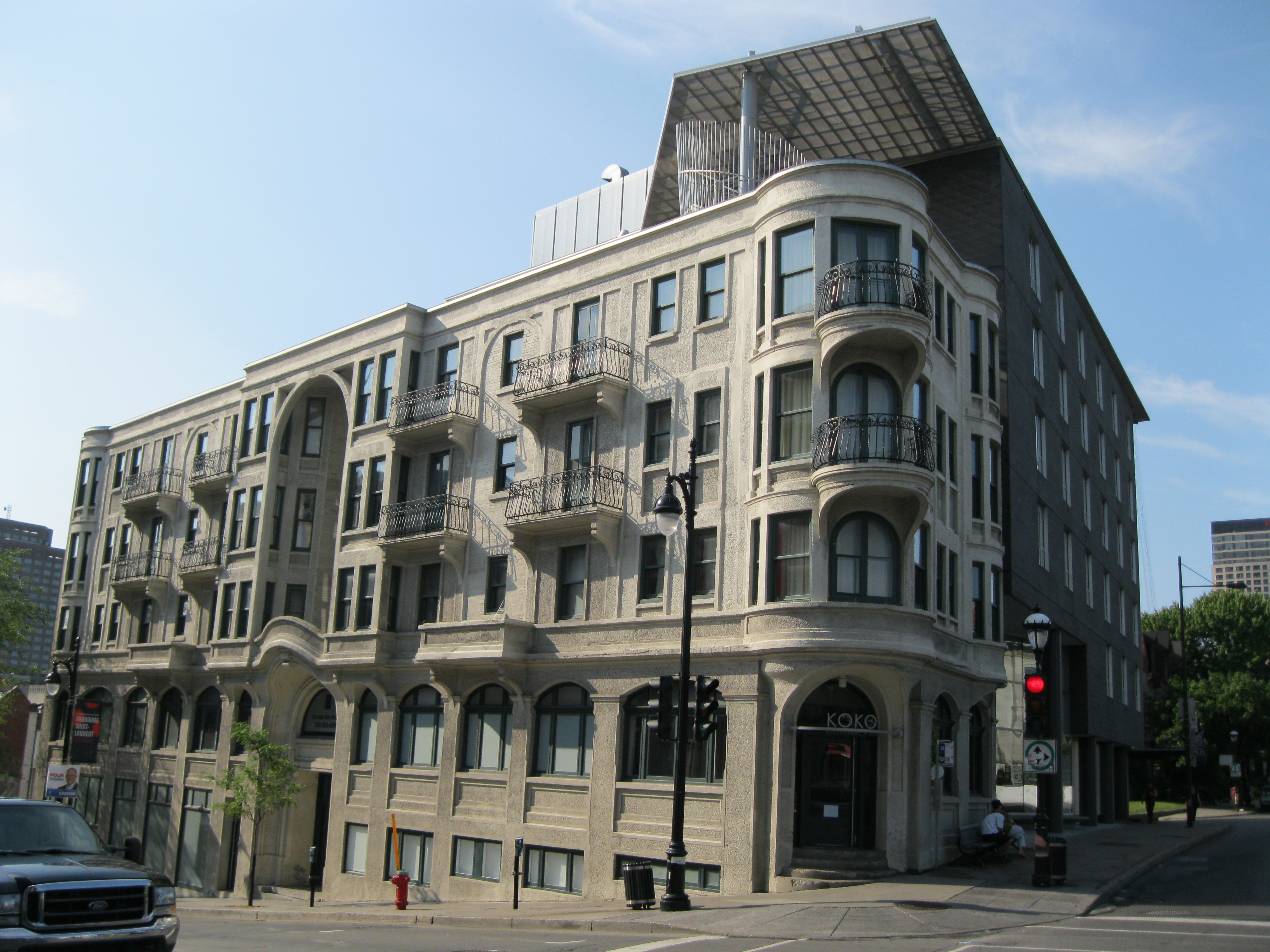
La Suite 2116 situé dans l'édifice Joseph-Arthur-Godin, à Montréal.

Le suicide d'André Fortin, le 8 mai 2000, met subitement fin aux activités du groupe. Néanmoins, leur label Musicomptoir et le gérant du groupe Raymond Paquin mettent assez rapidement de la pression pour sortir un quatrième album, alors que des frais sont déjà engagés. Endeuillés, les membres du groupe sont réticents, mais embarquent finalement dans le projet pour fermer la boucle, aider les fans à surmonter leur deuil et les laisser sur un meilleur souvenir.
Le guitariste et membre fondateur Mike Sawatzky a alors le mandat de réaliser un album, avec seulement cinq chansons en poche. À l'aide du bassiste André Vanderbiest, ils fouillent dans les archives et les souvenirs afin de composer Le parti Robin des bois et Wéétoo, dans l'objectif de rester sur un ton festif et vivant. À ce moment, de nombreuses personnes mettent de la pression pour voir La comète être ajoutée sur l'album, la dernière chanson écrite par Dédé Fortin avant sa mort. Mais Sawatzky refuse, la trouvant trop sombre pour le ton de l'album, et n'ayant pas d'arrangements satisfaisants à ses yeux. C'est seulement en 2009 que cette chanson sera finalement éditée sur l'album Il me parle de bonheur, grâce à une nouvelle composition de Vander.
La dernière chanson de l'album, Du temps pour essayer, écrite par Vander, chantée par Sawatzky et composée à l'aide de nombreux collaborateurs, se veut un dernier hommage à leur ami.
Suite 2116 (en référence à l’adresse de l’appartement où s’est formé le groupe) sort en juillet 2001, quelques mois après la parution de la compilation Les années 1992-1995, un projet du label BMG que Sawatzky avait tenté de bloquer en qualifiant l'opération d'opportuniste. L'album est globalement bien reçu par la critique et les fans.

## Liste des chansons
| No | Titre                   | Durée |
| -- | ----------------------- | ----- |
| 1. | Naala Yééssi            | 4:34  |
| 2. | Paysage                 | 6:20  |
| 3. | Rythmes siko            | 6:47  |
| 4. | Bossa                   | 2:40  |
| 5. | Pissiômoins             | 7:39  |
| 6. | Le Parti Robin des bois | 3:16  |
| 7. | Wéétoo                  | 3:38  |
| 8. | Du temps pour essayer   | 8:22  |

## Personnel
- André Fortin : Chant, guitare, guitare solo et rythmique, batterie, percussions, congas
- Mike Sawatzky : Chant, guitare, harmonica
- André Vanderbiest : Basse électrique et acoustique
- Karim Diouf : Chant, percussions
- Michel Dufour : Batterie
- Jean-Denis Levasseur : Saxophone, Clarinette
- Benoit Gagné : Trombone
- Charles Imbeau : Trompette
- Jeffrey Fong : Trompette, Cornet
- Joel Zifkin : Violon
- El Hadji Diouf, Alhadji Fall Diouf, Isabelle Drolet, Sélanie Jacques-Simard : Chœurs